# Somerset (Maryland)
Pour les articles homonymes, voir Somerset (homonymie).
La ville de Somerset est située dans le comté de Montgomery, dans l’État du Maryland, aux États-Unis. Sa population s’élevait à 1 187 habitants lors du recensement de 2020.